# Jugoslaviska förstaligan i fotboll 1947/1948
Jugoslaviska förstaligan i fotboll 1947/1948 vanns av NK Dinamo Zagreb.

## Lag

### Förändringar från föregående säsong
Uppflyttade lag
- Sarajevo
- Vardar

Nedflyttade lag
- 08: Pobeda (Skopje)
- 09: Kvarner (Rijeka)
- 10: Budućnost (Titograd)
- 12: Željezničar (Sarajevo)
- 13: 14. Oktobar (Niš)
- 14: Nafta Lendava

### Översikt
| Lag           | Hemort   | Federal enhet              | Arena                  | Placering 1946/1947 |
| ------------- | -------- | -------------------------- | ---------------------- | ------------------- |
| Crvena zvezda | Belgrad  | SR Serbien                 |                        | 3                   |
| Dinamo Zagreb | Zagreb   | SR Kroatien                |                        | 2                   |
| Hajduk Split  | Split    | SR Kroatien                | Stadion Stari plac     | 4                   |
| Lokomotiva    | Zagreb   | SR Kroatien                |                        | 7                   |
| Metalac       | Belgrad  | SR Serbien                 |                        | 5                   |
| Partizan      | Belgrad  | SR Serbien                 |                        | 1                   |
| Ponziana      | Trieste  | Free Territory of Trieste  |                        | 11                  |
| Sarajevo      | Sarajevo | SR Bosnien och Hercegovina | Stadion Koševo         |                     |
| Spartak       | Subotica | SR Serbien                 |                        | 6                   |
| Vardar        | Skopje   | SR Makedonien              | Gradski stadion Skopje |                     |

## Tabell
| Placering | Klubb                   | Spelade | Vinster | Oavgjorda | Förluster | Gjorda mål | Insläppta mål | Målskillnad | Poäng | Kommentarer                          |
| --------- | ----------------------- | ------- | ------- | --------- | --------- | ---------- | ------------- | ----------- | ----- | ------------------------------------ |
| 1         | Dinamo Zagreb (mästare) | 18      | 14      | 1         | 3         | 56         | 20            | +36         | 29    |                                      |
| 2         | Hajduk Split            | 18      | 11      | 2         | 5         | 40         | 15            | +25         | ´24   |                                      |
| 3         | Partizan                | 18      | 10      | 4         | 4         | 46         | 22            | +24         | 24    |                                      |
| 4         | Lokomotiva              | 18      | 7       | 5         | 6         | 21         | 18            | +3          | 19    |                                      |
| 5         | Crvena zvezda           | 18      | 5       | 6         | 7         | 24         | 25            | –1          | 16    |                                      |
| 6         | Metalac                 | 18      | 4       | 8         | 6         | 16         | 24            | –8          | 16    |                                      |
| 7         | Ponziana                | 18      | 6       | 4         | 8         | 21         | 45            | –24         | 16    |                                      |
| 8         | Vardar                  | 18      | 5       | 4         | 9         | 22         | 39            | –17         | 14    | Relegation to Yugoslav Second League |
| 9         | Spartak                 | 18      | 5       | 1         | 12        | 21         | 38            | –17         | 11    | Relegation to Yugoslav Second League |
| 10        | Sarajevo                | 18      | 2       | 7         | 9         | 19         | 40            | –21         | 11    | Relegation to Yugoslav Second League |

### Mästarna
Dinamo Zagreb (tränare: Karl Mütsch)
- Slavko Arneri 6 (0)
- Josip Babić 9 (0)
- Aleksandar Benko 9 (4)
- Zvonimir Cimermančić 18 (11)
- Željko Čajkovski 18 (6)
- Drago Horvat 18 (0)
- Ivan Horvat 9 (0)
- Ivan Jazbinšek 9 (0)
- Marko Jurić 12 (0)
- Ratko Kacijan 16 (2)
- Mirko Kokotović 2 (0)
- Dragutin Lojen 1 (0)
- Zvonimir Monsider 3 (0)
- Branko Pleše 18 (2)
- Krešimir Pukšec 10 (0)
- Ivica Rajs 10 (3)
- Božidar Senčar 7 (4)
- Zvonko Strnad 2 (1)
- Đuka Strugar 4 (0)
- Franjo Wölfl 17 (22)

1 självmål